# فيكتور سيمبسون
فيكتور سيمبسون (بالإنجليزية: Victor Simpson)‏ هو لاعب اتحاد الرغبي نيوزلندي، ولد في 26 فبراير 1960 في غيسبورن ‏ في نيوزيلندا.